# CPU Softwarehouse
Die CPU Softwarehouse AG ist ein auf die Entwicklung von Software für Banken spezialisierter Konzern. Das Unternehmen mit Hauptsitz in Augsburg fungiert als Holding und steuert und koordiniert drei operative Geschäftseinheiten. Die CPU ist in erster Linie in Deutschland, Österreich und der Schweiz aktiv.
Die Aktien der CPU notieren an der Börse in München.

## Geschichte
Die CPU wurde zunächst als „abv-Anlagenvermittlung-cpu Softwarehouse GmbH“ im Jahre 1981 von Jochen Furch gegründet. Den ersten größeren Auftrag im Bereich Software konnte das Unternehmen im Jahre 1991 verzeichnen: Für die Commerzbank AG entwickelte die CPU eine Software zur Unterstützung von Baufinanzierungsgeschäften, 1998 folgte eine Software zur Immobilienfinanzierung für die Bayerische Landesbank.
Bereits im Jahr 1996 beteiligte sich die damalige Technologieholding München in einer ersten Finanzierungsrunde an der CPU mit Venture Capital, 1998 fand eine zweite Finanzierungsrunde statt, bei der weitere Investoren hinzukamen. Im Jahre 1999 folgte der Börsengang am Neuen Markt der Frankfurter Wertpapierbörse.
Das Unternehmen expandierte stark, Niederlassungen und Kooperationen in Polen, Tschechien, Ungarn, der Slowakei, Österreich und der Schweiz wurden gegründet. Im Zuge dieses Wachstums wurden in den Jahren 1999–2000 auch zahlreiche Unternehmen erworben. Teilweise werden deren Produkte noch bis heute vertrieben. Dabei handelt es sich um Software in den Bereichen Kredit sowie der Anlage- und Wertpapierberatung. Daneben werden nach wie vor Dienstleistungen im Bankenumfeld erbracht.
Im Zuge der Verwerfungen am Neuen Markt, aber auch wegen Insidervorwürfen gegen das Management, bekam die CPU-Aktie die Auswirkungen der „dotcom-Blase“ zu spüren. Während der Börsenkurs zunächst Spitzenwerte von ca. 70 Euro erreichte, fiel dieser rasant ab und unterschritt teilweise einen Wert von unter 1 Euro (Penny Stock).
Die CPU erfuhr ein ähnliches Schicksal wie zahlreiche andere, schnell wachsende Unternehmen des Neuen Marktes und musste infolgedessen sehr bald einen strengen Konsolidierungskurs einschlagen.
Im Zuge der Konsolidierung wurde die CPU Softwarehouse AG 2002 als Holding aufgestellt, so dass nur wenige Zentralfunktionen verblieben. Den Tochtergesellschaften wurde eigene Verantwortung für sich und ihre Produktlinien übertragen.
Im Jahre 2002 wechselte die CPU AG vom Neuen Markt in den Geregelten Markt der Frankfurter Wertpapierbörse.
Im Jahre 2005 führte die CPU AG eine Kapitalerhöhung gegen Sacheinlage durch. Diese diente dazu, die Finsys AG in St. Gallen mittels Aktientauschs zu erwerben. Damit kamen als weitere Produktlinie das Bankcontrolling und eine neue Konzerngesellschaft zum Unternehmensverbund hinzu.
Seit 2007 sind weitere Vereinfachungen in der Konzernstruktur erfolgt. Ferner wurden Schritte unternommen, wie bei vielen anderen Unternehmen auch, die Kostenbelastung aus der Notierung in einem regulierten Markt zu reduzieren. Nach dem Wechsel im Jahr 2009 aus dem Regulierten Markt in Frankfurt in den Regulierten Markt in München führte die CPU ein Jahr später ein Downgrading in den Freiverkehr durch und ist seit dem 1. Oktober 2010 im m:access, dem Mittelstandssegment der Börse München, gelistet.
Die Aktien der CPU Softwarehouse AG befinden sich zu einem großen Teil in Streubesitz.

## Konzerngesellschaften und Geschäftsbereiche
Die CPU Softwarehouse AG fungiert als Holding für ihre drei Tochtergesellschaften, die Software für Banken entwickeln und Dienstleistungen im Bankenumfeld erbringen. Dabei konzentriert sich CPU auf kleine und mittlere Kreditinstitute in Deutschland, Österreich und der Schweiz. Es erfolgt eine Aufteilung in zwei Geschäftsbereiche: „Produkt“ und „Dienstleistung“.
Zum Geschäftsbereich Produkt zählen die CPU Bankensoftware GmbH sowie die CPU Bankensoftware AG.
Die CPU Bankensoftware GmbH mit Sitz in Augsburg firmierte bis zum Jahre 2008 als CPUsoftware LAB GmbH, die wiederum selbst aus der im Jahre 1999 erworbenen T&R GmbH mit Sitz in Bad Soden-Salmünster hervorging. Die CPU Bankensoftware GmbH zeichnet für Konzeption, Betrieb und Entwicklung der Standardsoftware – „CPU-Kredit“ – verantwortlich, die hauptsächlich für die Sachbearbeitung im Gewerbekundengeschäft einer Bank und in der Immobilienfinanzierung eingesetzt wird. Auch bietet die Gesellschaft neuerdings eine Software zur Führung des Refinanzierungsregisters nach den §§ 22a ff Kreditwesengesetz an.
Die CPU Bankensoftware AG wurde im Jahre 1998 als Finsys AG in St. Gallen gegründet, seit 2005 ist sie Teil der CPU Gruppe. Ihre Kompetenzen liegen mit der Produktlinie „Value Mirror“ in der Entwicklung und den Betrieb von Software für das Bankcontrolling. Mit der Produktlinie „Investment Advisor“ bietet die Gesellschaft Software für die Anlage- und Wertpapierberatung an. Des Weiteren erbringt sie Dienstleistungen zu deren Implementierung.
Die Information System Management & Consulting (ISMC) GmbH mit Sitz in Waldbronn gehört seit 1999 zur CPU Gruppe. Die Gesellschaft repräsentiert den Geschäftsbereich Dienstleistungen – „Professional Services“. Hierbei werden dem Kunden passende IT-Spezialisten zur Verfügung gestellt. Dies reicht von der Unterstützung bei Projektarbeit, im Projektmanagement über das Qualitätsmanagement bis hin zur Entwicklung von Individualsoftware.